# Клас (фільм, 2007)
Клас (ест. Klass) — фільм естонського режисера Ільмара Рааґа. Сюжет стрічки засновано на реальних подіях, які відбулися в американській школі «Колумбайн», коли двоє підлітків застрелили у своїй школі 13 чоловік, а потім покінчили з життям самогубством.

## Сюжет
Події відбуваються в Естонії. Зі школяра на ім'я Йозеп відкрито знущаються однокласники… Під час чергового знущання з хлопця, один із його кривдників — Каспар поступово перетворюється на його захисника. Це вже стає справою честі. Вчорашні друзі для нього стають ворогами. І у епіцентрі цькування вже двоє хлопців. Чим далі, тим більш знущання перетворюються на війну, де всі методи хороші. Ні дзвінок-скарга матері Йозепа до школи, ні попередження вчительки, ні візит до директора не змушують підлітків припинити безчинство, навпаки, посилюють, і це заходить надто далеко. Виманивши Йозепа і Каспара на пляж, клас стає свідком огидного приниження хлопців. Коли точка кипіння настала, хлопці не витримують і вирішують влаштувати криваву помсту. У фіналі у шкільній їдальні вони чинять самосуд над кривдниками.

## У ролях
- Валло Кірс — Каспар
- Пярт Уусберґ — Йозеп
- Лаурі Педайя — Андерс
- Паула Солвак — Тея
- Мікк Мягі — Пауль
- Рііна Рієс — Рііна
- Йонас Паас — Томас
- Каді Метсла — Каті
- Тріін Тенсо — Керлі
- Вірґо Ернітс — Тііт
- Карл Сакрітс — Олаф

## Цікаві факти
- З бюджетом у 100 тис. євро, картина була відзнята за 14 днів.[1]
- Естонським школярам цей фільм було рекомендовано переглянути, і якщо весь клас з учителем приходив на сеанс, їм робили знижку.[1]
- Автором пісні, яка звучить у фіналі стрічки, є виконавець ролі Йозепа — Пярт Уусберґ.[1]
- Ільмар Рааґ зазначив, що сцена на пляжі була запропонована під час обговорення сценарію з виконавцями ролей.[2]
- Фільм «Клас» є переможцем Варшавського міжнародного кінофестивалю (Warsaw International Film Festival) та фестивалю у Карлових Варах.[джерело?]
- Стрічка була висунута від Естонії на премію «Оскар», у категорії «найкращий закордонний фільм».[3]
- У 2008 році режисер оголосив про своє рішення зняти продовження стрічки — дванадцятисерійний серіал під назвою «Клас. Життя після» (ест. Klass — Elu pärast). Пізніше кількість серій було скорочено до семи.[4] Кінопрем'єра серіалу відбулася 29 жовтня 2010 року, прем'єра на телебаченні — 6 листопада. Серіал тривав до 25 грудня, щотижня демонструвалася одна серія.